# Mauricio Cruz
Mauricio Antonio Cruz Jirón (11 de marzo de 1957) es un exfutbolista y entrenador nicaragüense que actualmente dirige al CD Walter Ferretti de la Liga Primera de Nicaragua.

## Trayectoria como entrenador
Ha sido entrenador de la selección de Nicaragua durante los partidos de clasificación para la Copa Mundial de la FIFA 1998, 2002 y 2010. Se hizo cargo del Diriangén en el verano de 2008 después de haberlos dejado en 2006.

## Clubes

### Como jugador
| Equipo                    | País           | Año       |
| ------------------------- | -------------- | --------- |
| Diriangén                 | Nicaragua      | 1973-1982 |
| Chicago Horizons (cesión) | Estados Unidos | 1980-1981 |
| Pumas de la UNAH          | Honduras       | 1983      |
| Diriangén                 | Nicaragua      | 1984-1992 |

### Como entrenador
| Equipo                 | País      | Año       |
| ---------------------- | --------- | --------- |
| Selección de Nicaragua | Nicaragua | 1993-2001 |
| Diriangén              | Nicaragua | 1992-2006 |
| Selección de Nicaragua | Nicaragua | 2008      |
| Diriangén              | Nicaragua | 2008-2010 |
| Diriangén              | Nicaragua | 2017-2019 |
| Walter Ferretti        | Nicaragua | 2024-2025 |

## Palmarés

### Títulos nacionales
| Título           | Equipo    | País      | Año  |
| ---------------- | --------- | --------- | ---- |
| Primera División | Diriangén | Nicaragua | 1974 |
| Primera División | Diriangén | Nicaragua | 1982 |
| Primera División | Diriangén | Nicaragua | 1987 |
| Primera División | Diriangén | Nicaragua | 1989 |
| Primera División | Diriangén | Nicaragua | 1992 |